# Episodi di In viaggio nel tempo (seconda stagione)
La seconda stagione della serie televisiva In viaggio nel tempo è stata trsmessa negli Stati Uniti per la prima volta dall'emittente NBC dal 20 settembre 1989.
In Italia la stagione è andata in onda in prima visione su Rai 1 dal 23 giugno al 22 luglio 1993.
| nº | Titolo originale                            | Titolo italiano                | Prima TV USA      | Prima TV Italia |
| -- | ------------------------------------------- | ------------------------------ | ----------------- | --------------- |
| 1  | Honeymoon Express - 27.04.1960              | Luna di miele Express          | 20 settembre 1989 | 23 giugno 1993  |
| 2  | Disco Inferno - 01.04.1976                  | Inferno in discoteca           | 27 settembre 1989 | 24 giugno 1993  |
| 3  | The Americanization of Machiko - 04.08.1953 | Sayonara Sam                   | 11 ottobre 1989   | 25 giugno 1993  |
| 4  | What Price Gloria? - 16.10.1961             | Una segretaria particolare     | 25 ottobre 1989   | 28 giugno 1993  |
| 5  | Blind Faith - 06.02.1964                    | L'amore è cieco                | 1 novembre 1989   | 29 giugno 1993  |
| 6  | Good Morning, Peoria - 09.09.1959           | Good morning, Peoria           | 8 novembre 1989   | 30 giugno 1993  |
| 7  | Thou Shalt Not... - 02.02.1974              | Shalom                         | 15 novembre 1989  | 1 luglio 1993   |
| 8  | Jimmy - 14.10.1964                          | Jimmy                          | 22 novembre 1989  | 2 luglio 1993   |
| 9  | So Help Me God - 29.07.1957                 | Giuro di dire tutta la verità  | 29 novembre 1989  | 5 luglio 1993   |
| 10 | Catch a Falling Star - 21.05.1979           | Stelle cadenti                 | 6 dicembre 1989   | 6 luglio 1993   |
| 11 | A Portrait for Troian - 07.02.1971          | Il ritratto di Nancy           | 13 dicembre 1989  | 7 luglio 1993   |
| 12 | Animal Frat - 19.10.1967                    | La confraternita degli animali | 3 gennaio 1990    | 8 luglio 1993   |
| 13 | Another Mother - 30.09.1981                 | Mamma Sam                      | 10 gennaio 1990   | 9 luglio 1993   |
| 14 | All-Americans - 06.11.1962                  | Una laurea in amicizia         | 17 gennaio 1990   | 12 luglio 1993  |
| 15 | Her Charm - 26.09.1973                      | Fascino                        | 7 febbraio 1990   | 13 luglio 1993  |
| 16 | Freedom - 22.11.1970                        | Il dono più grande             | 14 febbraio 1990  | 14 luglio 1993  |
| 17 | Good Night, Dear Heart - 09.11.1957         | Buona notte anima mia          | 7 marzo 1990      | 15 luglio 1993  |
| 18 | Pool Hall Blues - 04.09.1954                | Io e Alberta                   | 14 marzo 1990     | 16 luglio 1993  |
| 19 | Leaping in Without a Net - 18.11.1958       | Salto triplo                   | 28 marzo 1990     | 19 luglio 1993  |
| 20 | Maybe Baby - 11.03.1963                     | Maybe baby                     | 4 aprile 1990     | 20 luglio 1993  |
| 21 | Sea Bride - 03.06.1954                      | Sposa di mare                  | 2 maggio 1990     | 21 luglio 1993  |
| 22 | M.I.A. - 01.04.1969                         | Disperso                       | 9 maggio 1990     | 22 luglio 1993  |

## Luna di miele Express
- Titolo originale: Honeymoon Express - 27.04.1960
- Diretto da: Aaron Lipstadt
- Scritto da: Donald P. Bellisario

### Trama
Al, e più in generale il progetto Quantum Leap, è sotto inchiesta: la spiegazione che Dio stesso stia guidando il viaggio di Sam nel passato per sistemare alcune situazioni appare difficile da credere, e la continuazione del progetto è ad alto rischio. Il presidente della commissione chiede una prova tangibile che Sam stia effettivamente viaggiando nel tempo: impedire che venga lanciato l'aereo da ricognizione U-2, il 1º maggio 1960, che venne abbattuto dalla contraerea sovietica e che causò la cosiddetta crisi degli U-2. Sam impersona Tom McBride, un poliziotto di New York, in viaggio di nozze sul treno Honeymoon Express. La moglie, Diane, è figlia di un Senatore amico del presidente Eisenhower, e Al chiede a Sam di arrivare al presidente tramite questo contatto e fare in modo che annulli la missione. A Sam pare piuttosto che il suo compito sia quello di salvare Diane dalla vendetta dell'ex marito Roget.

## Inferno in discoteca
- Titolo originale: Disco Inferno - 01.04.1976
- Diretto da: Gilbert Shilton
- Scritto da: Paul Brown

### Trama
Sam impersona Chad Stone, uno stuntman che sta lavorando a un film dell'orrore ambientato in una discoteca. Il suo compito è quello di evitare che il fratello minore di Chad, Chris, intraprenda la stessa strada, in quanto lo porterebbe alla morte.
- Curiosità. In una scena, Sam/Chad, il fratello Chris e un'amica guardano alla televisione uno sketch del programma Saturday Night Live con Bill Murray e Dan Aykroyd. Quest'ultimo impersona un membro della famiglia delle "Teste di cono", alieni immaginari. Il primo sketch delle Teste di cono andò però in onda nel gennaio del 1978, quasi due anni dopo l'ambientazione della puntata.

## Sayonara Sam
- Titolo originale: The Americanization of Machiko - 04.08.1953
- Diretto da: Gilbert Shilton
- Scritto da: Charlie Coffey

### Trama
Il nuovo salto porta Sam a impersonare Charles Lee MacKenzie, un marinaio di ritorno a casa dopo due anni passati in servizio in Giappone. Il disorientamento che accompagna Sam all'inizio di ogni salto, fa sì che non si accorga subito che con lui è presente anche sua moglie Machiko, una giovane giapponese, la quale è malvista sia dalla madre di Charles che da Rusty, un compaesano reduce della seconda guerra mondiale. Il compito di Sam è quello di far accettare sua moglie da tutti, evitando anche che Rusty possa farle del male.
- Curiosità. Alla fine dell'episodio, Sam si imbatte in Jesse Tyler, l'autista nero dell'episodio 6 della prima stagione. La ragione per cui questo episodio termina con un salto in "Il colore della verità" è perché quella puntata era originariamente prevista per la messa in onda come replica una settimana dopo, mercoledì 18 ottobre 1989. Tuttavia, la proiezione fu cancellata a causa della copertura della NBC sul terremoto di Loma Prieta avvenuto il 17 ottobre. Dato che la replica di "Il colore della verità" non è mai andata in onda, le scene di "Sayonara Sam" sono state successivamente montate all'inizio della trasmissione del 25 ottobre di "Una segretaria particolare".

## Una segretaria particolare
- Titolo originale: What Price Gloria? - 16.10.1961
- Diretto da: Alan J. Levi
- Scritto da: Deborah Pratt

### Trama
Sam per la prima volta impersona una donna, Samantha Stormer, di professione segretaria. Il suo compito è quello di salvare la sua compagna di stanza, Gloria, dal commettere suicidio, dopo che il suo fidanzato (che è anche il suo capo), un uomo sposato, si rifiuta di divorziare per sposarla.

## L'amore è cieco
- Titolo originale: Blind Faith - 06.02.1964
- Diretto da: David G. Phinney
- Scritto da: Scott Shepard

### Trama
Sam questa volta impersona un pianista cieco, Andrew Ross, e compie il salto proprio al termine di un concerto alla Carnegie Hall di New York. Andrew ha una fidanzata, Michelle, il cui amore per lui è osteggiato dalla madre, che a suo tempo fu lasciata dal marito. Sam deve riuscire a farsi accettare dalla madre di Michelle, e anche evitare che Michelle venga strangolata da un maniaco seriale che si aggira di notte in Central Park.

## Good morning, Peoria
- Titolo originale: Good morning, Peoria - 09.09.1959
- Diretto da: Michael Zinberg
- Scritto da: Chris Ruppenthal

### Trama
Sam salta in Howlin' Chick Howell, un disc jockey dell'emittente radio WOF di Peoria, una città dell'Illinois. L'emittente è specializzata nella trasmissione di musica rock 'n' roll, e ciò è malvisto dagli ambienti più conservatori e tradizionalisti della città, in particolare da Fred Beaman, un influente editore di giornali. Beaman arriva a far emanare un'ordinanza che vieta la trasmissione di musica rock, e così Sam/Howell si barrica nei locali della radio con la proprietaria, Rachel Porter, trasmettendo musica rock a oltranza fino a che l'ordinanza non venga annullata.
- Curiosità. Lo stile di Chick Howell e il titolo dell'episodio stesso richiamano direttamente il film Good morning, Vietnam, interpretato da Robin Williams, nel quale si narra la storia di Adrian Cronauer, un disc jockey attivo a Saigon durante la guerra del Vietnam. Inoltre, durante l'episodio, Howell incontra il vero Chubby Checker, qui presente in un cameo, e gli suggerisce le mosse del Twist, da lui inventato.

## Shalom
- Titolo originale: Thou Shalt Not... - 02.02.1974
- Diretto da: Randy Roberts
- Scritto da: Tammy Ader

### Trama
Sam entra in un rabbino, David Basch, nel bel mezzo di un bat mitzvah, che riesce a portare a termine solo grazie al provvidenziale aiuto di Al. Il fratello di David, Joe, ha perso un figlio in un incidente aereo, e da allora il rapporto con sua moglie Irene si è deteriorato. Sam deve evitare che Irene, in un momento di debolezza, ceda alle lusinghe di Bert Glasserman, uno scrittore, e ne diventi l'amante. Questa unica debolezza distruggerebbe definitivamente il matrimonio di Joe.
- Curiosità. Durante un ricevimento, a un invitato va per traverso un boccone, e Sam prontamente esegue la manovra di Heimlich per evitare che soffochi. L'invitato è il dottor Henry Heimlich stesso, che descrisse la manovra per la prima volta proprio nel 1974, anno in cui è ambientato l'episodio. Simpaticamente, viene suggerito che sia stato quindi Sam stesso a insegnare la manovra al dottore.

## Jimmy
- Titolo originale: Jimmy - 14.10.1964
- Diretto da: James Whitmore, Jr.
- Scritto da: Paul M. Belous e Robert Wolterstorff

### Trama
Jimmy è un ragazzo affetto dalla sindrome di Down, che abita col fratello Frank, la cognata Connie e il nipotino Corey. Frank riesce a convincere il suo datore di lavoro, al porto di Oakland, in California, a dare un lavoro anche a Jimmy, in un'epoca in cui i diversamente abili erano considerati inadatti al lavoro normale. Sam entra in Jimmy per evitare che fallisca e venga licenziato, più a causa dei pregiudizi altrui che per difetto proprio, e che per questo venga rinchiuso in un istituto. Al è particolarmente coinvolto in questa vicenda, perché racconta a Sam di come avesse una sorella con una disabilità intellettiva, che venne messa in un istituto, dove morì.

## Giuro di dire tutta la verità
- Titolo originale: So Help Me God - 29.07.1957
- Diretto da: Andy Cadiff
- Scritto da: Deborah Pratt

### Trama
Sam diventa Leonard Dancey, un avvocato alle prese con un difficile caso di omicidio. Leonard difende Lila Berry, una ragazza di colore, accusata di avere ucciso Houston Cotter, membro di una delle famiglie più in vista della cittadina della Louisiana in cui è ambientato l'episodio. Tutte le circostanze sono a sfavore, e Lila stessa si ostina a dichiararsi colpevole. Sam deve riuscire a dimostrare che Lila è innocente, a dispetto di tutto e di tutti, anche se la verità che può venir fuori è amara e scomoda.

## Stelle cadenti
- Titolo originale: Catch a Falling Star - 21.05.1979
- Diretto da: Donald P. Bellisario
- Scritto da: Paul Brown

### Trama
Sam salta in un attore, Ray Hutton, che è il sostituto di John O'Malley, famoso attore di musical, ma ormai un po' troppo dedito all'alcool. La compagnia in cui lavora Sam sta mettendo in scena il musical Man of La Mancha, basato sul romanzo Don Chisciotte della Mancia di Miguel de Cervantes. Sam deve evitare che O'Malley si faccia male, cadendo da una scala; la faccenda si complica quando arriva una nuova attrice sostituta, Nicole, che fu l'insegnante di pianoforte di Sam quando egli era ragazzo, e della quale si innamorò segretamente. Nicole è innamorata di Ray, e Sam, che corona un sogno fatto da adolescente, non vorrebbe compiere il suo dovere per poter restare al posto di Ray.
- Curiosità. Questo episodio mette in mostra la bravura di Scott Bakula come interprete di musical, genere che egli praticò a inizio carriera. Vista la particolare ambientazione, la sigla finale non si compone di vari spezzoni dell'episodio, come accade di solito, ma vede tutto il cast della serie, attori, tecnici, compreso il produttore Donald P. Bellisario, entrare in scena a prendere gli applausi.

## Il ritratto di Nancy
- Titolo originale: A Portrait for Troian - 07.02.1971
- Diretto da: Michael Zinberg
- Scritto da: John Hill, Scott Shepard e Donald P. Bellisario

### Trama
Sam impersona Timothy Mintz, un esperto di parapsicologia, ingaggiato da Nancy Claridge. Nancy intende provare che la voce del suo defunto marito Julian, che ella sente, sia reale e non immaginaria. Julian, così come altri membri della famiglia Claridge, è affogato nel laghetto vicino a casa e il suo corpo non è mai stato ritrovato. Sam deve fare in modo che Nancy non faccia la stessa fine.
- Curiosità. Il nome originale della protagonista è Troian, cambiato in fase di doppiaggio in "Nancy", probabilmente perché in italiano "Troian" è troppo simile a una parola offensiva. L'interprete di Troian/Nancy è Deborah Pratt, che è sceneggiatrice e co-produttrice della serie, e che all'epoca era la moglie di Donald P. Bellisario. "Troian" è stato scelto in onore di loro figlia, Troian Bellisario, anch'essa attrice.

## La confraternita degli animali
- Titolo originale: Animal Frat - 19.10.1967
- Diretto da: Gilbert Shilton
- Scritto da: Chris Ruppenthal

### Trama
La nuova persona in cui salta Sam è Knut "Forza Selvaggia" Wileton (in originale "Wild Thing"), uno studente di college, maggiormente interessato alle feste e alle ragazze piuttosto che allo studio. Il compito di Sam/Knut è quello di conquistare l'amore di Elisabeth, una compagna di scuola. L'impresa è a dir poco disperata, in quanto Elisabeth è l'opposto esatto di Knut: è politicamente impegnata contro la guerra in Vietnam, e partecipa a dibattiti e a manifestazioni. Il gruppo frequentato da Elisabeth è però estremista, e progetta di collocare una bomba nel laboratorio di chimica, che esploda di notte, quando l'aula è deserta. Al però informa Sam che uno studente si troverà nel laboratorio e rimarrà ucciso, e dunque conquistare l'amore della ragazza è anche un modo per evitare che tutto questo accada.
- Curiosità. L'episodio è chiaramente ispirato al film Animal House di John Landis, con tanto di festini "selvaggi" e visite notturne al dormitorio delle ragazze. Nell'episodio si può sentire anche una delle canzoni utilizzate nel film, Louie Louie di Richard Berry, qui e nel film nella versione dei The Kingsmen, che viene utilizzata anche come sigla finale.

## Mamma Sam
- Titolo originale: Another Mother - 30.09.1981
- Diretto da: Joseph L. Scanlan
- Scritto da: Deborah Pratt

### Trama
Sam diventa una mamma, Linda Bruckner, che ha due figli, Teresa e Kevin. Quest'ultimo ha 15 anni e attraversa il difficile periodo di passaggio da bambino ad adolescente. Tre compagni di scuola e l'amica Jackie gli fanno uno scherzo, Jackie lo fa andare a casa sua e gli fa alcune avance, ma sul più bello saltano fuori gli altri tre che lo prendono in giro. Kevin scappa in preda alla vergogna, ed è seguito da alcuni malintenzionati. Al informa Sam che il ragazzo scomparirà e che di lui verranno ritrovati solamente i suoi vestiti insanguinati. Sam insegue i malintenzionati, pronto a risolvere la situazione.

## Una laurea in amicizia
- Titolo originale: All-Americans - 06.11.1962
- Diretto da: John Cullum
- Scritto da: Paul Brown e Donald P. Bellisario

### Trama
La nuova destinazione di Sam è Eddie Vega, un giovane studente di un college californiano, che è un eccellente giocatore della locale squadra di football americano. Sam deve evitare che il suo più caro amico e compagno di squadra, Chuey Martinez, si venda a uno scommettitore, il quale lo ricatta, minacciando di denunciare sua madre Celia, che è una messicana immigrata clandestinamente. Per completare il programma, Sam deve anche fare in modo che il padre single di Eddie e Celia, che è anch'essa single, si mettano insieme.

## Fascino
- Titolo originale: Her Charm - 26.09.1973
- Diretto da: Christopher T. Welch
- Scritto da: Paul M. Belous, Robert Wolterstorff, Deborah Pratt e Donald P. Bellisario

### Trama
Sam impersona Peter Langley, un agente dell'FBI incaricato di proteggere Dana Barrenger, la quale deve testimoniare contro un boss della Mafia, che è in cerca di Dana per eliminarla. Ogni tentativo di nascondersi pare vano, e Sam comincia a sospettare che all'interno del dipartimento vi sia un informatore che avvisi il boss riguardo ai suoi spostamenti. Il luogo in cui si trova è Boston, e a Sam viene in mente che un suo professore universitario aveva una baita nei dintorni, dove andava a pescare, e dove talvolta era stato anche lui. Sam decide di nascondersi lì, sperando di eludere i suoi inseguitori.

## Il dono più grande
- Titolo originale: Freedom - 22.11.1970
- Diretto da: Alan J. Levi
- Scritto da: Chris Ruppenthal

### Trama
Sam si ritrova in prigione, in compagnia di un Nativo americano anziano, e scopre che anche lui è un Nativo americano, George Washaki, e che il compagno di cella è suo nonno. George ha fatto scappare il nonno dal ricovero per anziani dove risiedeva per accompagnarlo a morire nella riserva indiana dove era nato e vissuto. I due riescono a evadere e fuggono verso il territorio indiano, inseguiti dal locale Sceriffo.

## Buona notte anima mia
- Titolo originale: Good Night, Dear Heart - 09.11.1957
- Diretto da: Christopher T. Welch
- Scritto da: Paul Brown

### Trama
Sam salta in Melvin Spooner, un impresario di pompe funebri, che sta preparando il corpo di una giovane donna, Hilla Danner, per la sepoltura. Secondo quanto riportato dalla Polizia, Hilla si è suicidata, ma Sam, analizzando bene il corpo e il vestiario, e grazie alle sue conoscenze mediche, ben presto giunge alla conclusione che la ragazza è stata uccisa, tuttavia lo Sceriffo del posto non è dello stesso parere. Sam comincia così una sua indagine personale, visitando l'appartamento della ragazza, leggendo il suo diario e ascoltando la sua musica, in modo da immedesimarsi quasi in essa. Hilla frequentava Greg Truesdale, il figlio del proprietario del villaggio turistico dove lavorava, ed è verso di lui che Sam indirizza per primo i sospetti, ma la verità che verrà fuori sarà inaspettata. 
- Curiosità. La frase che da' il titolo all'episodio, "Buona notte, anima mia" (in originale "Good Night, Dear Heart") è tratta da una poesia del poeta australiano Robert Richardson (1850 - 1901), Annette, che lo scrittore americano Mark Twain fece incidere sulla lapide della figlia Susy Clemens nel 1896.

## Io e Alberta
- Titolo originale: Pool Hall Blues - 04.09.1954
- Diretto da: Joe Napolitano
- Scritto da: Randy Holland

### Trama
Sam è Charlie "Black Magic" Walters, un anziano campione di biliardo. Charlie si allena abitualmente nel night della nipote Violet, che però deve dei soldi a uno strozzino. Un bullo locale, Eddie, ha comprato i "pagherò" di Violet e intende giocarseli in una sfida a Palla 8 contro Charlie. Al aiuta Sam nell'impresa, indicando con una specie di puntatore laser la traiettoria che deve imprimere alla palla, ma tutto sembra essere perduto quando uno scagnozzo di Eddie spezza in due Alberta, la preziosissima stecca da biliardo di Charlie.

## Salto triplo
- Titolo originale: Leaping in Without a Net - 18.11.1958
- Diretto da: Christopher T. Welch
- Scritto da: Tommy Thompson

### Trama
La nuova missione di Sam è per lui particolarmente difficoltosa, in quanto soffre di vertigini; Sam infatti impersona Victor Panzini, un trapezista membro della famiglia Panzini, un noto sodalizio artistico familiare nell'ambito circense, composta dal padre Laszlo e dai figli Victor e Eva. La madre Maria morì un anno prima dell'arrivo di Sam durante l'esecuzione del salto con tripla giravolta, e da allora Laszlo lo vietò. Tuttavia Eva lo vuole rifare a tutti i costi, e questo, senza l'intervento di Sam, la porterebbe a morire nello stesso modo della madre.

## Maybe baby
- Titolo originale: Maybe Baby - 11.03.1963
- Diretto da: Michael Zinberg
- Scritto da: Julie Brown e Paul Brown

### Trama
Sam salta in Buster, nel bel mezzo di un rapimento di un bambino. Buster sta aiutando Bunny, una spogliarellista, a riportare il bambino alla vera madre, nonostante il padre, Reed Dalton, un uomo d'affari, abbia dichiarato che è morta. A chi deve credere Sam, a una spogliarellista con una forte tendenza a raccontare bugie, o a un affermato professionista? Al e Sam nutrono infatti dubbi sullo scopo della missione, che alla fine si indirizza verso la giusta soluzione.
- Curiosità. Il titolo dell'episodio, sia in originale che in italiano, si riferisce all'omonima canzone di Buddy Holly, Maybe Baby, del 1957, che Buster e Bunny a un certo punto cantano insieme durante il viaggio.

## Sposa di mare
- Titolo originale: Sea Bride - 03.06.1954
- Diretto da: Joe Napolitano
- Scritto da: Deborah Pratt

### Trama
Sam impersona Phillip Dumont, l'ex marito di Catherine Farrington, figlia di un proprietario di un cantiere navale. Il padre ha fatto annullare il matrimonio in quanto Phillip era naufragato durante una crociera e dato per disperso, e ora Catherine sta per sposare Vincent "Vinnie la vipera" Loggia, un gangster di New York. Il matrimonio è di pura convenienza, in quanto i soldi di Vinnie servirebbero a rimettere in sesto i cantieri navali Farrington. La missione di Sam è di impedire le nozze e far tornare Phillip e Catherine insieme.

## Disperso
- Titolo originale: M.I.A. - 01.04.1969
- Diretto da: Michael Zinberg
- Scritto da: Donald P. Bellisario

### Trama
Sam salta in Jake Rawlings, un detective della Polizia di San Diego, California. Al informa Sam che la sua missione è impedire che Beth, una giovane il cui marito è disperso in Vietnam, incontri qualcun altro e smetta così di aspettare il marito, che non è morto ma verrà rimpatriato solo nel 1973, quando ormai Beth avrà sposato un altro uomo. Nonostante gli sforzi di Sam, Beth sembra destinata a incontrare Dirk Simon, un giovane avvocato. Quando Al confessa a Sam che Beth era sua moglie, e il disperso era lui, Sam capisce che la missione vera è un'altra, salvare la vita a un collega.
- Nota: l'acronimo "M.I.A.", che è il titolo originale dell'episodio, significa "Missing In Action", cioè "disperso durante una missione".